# Salpingotulus
El jerbo pigmeo de Baluchistán (Salpingotulus michaelis) o jerbo enano de tres dedos, es una especie de roedor miomorfo de la familia Dipodidae. Es la única especie del género Salpingotulus, y no se reconocen subespecies. Los adultos tienen una longitud media de cabeza y cuerpo de solo 4,3 cm (1,7 plg), y la cola mide en promedio 8 cm (3,1 plg). Las hembras adultas pesan 3,2 g (0,1 oz). Actualmente se considera endémica de Pakistán. En el Libro Guinness de los Récords de 1999, figuraba como el roedor más pequeño del mundo empatado con el ratón pigmeo del norte.

## Distribución
Se ha registrado la especie en Pakistán y puede encontrarse en Afganistán. Frecuenta dunas de arena, llanuras de grava y llanuras en desiertos cálidos.

## Ecología
Estos jerbos nocturnos se desplazan por su hábitat desértico seco a grandes saltos, manteniendo el equilibrio con la cola. Viven en madrigueras generalmente excavadas bajo pequeños arbustos. Se alimentan de semillas arrastradas por el viento, hojas suculentas de vegetación adaptada al desierto y varios animales muertos, como otros roedores y lagartijas; se llevan la comida a la boca con las manos. A medida que las plantas se secan, a menudo se les deja que desentierren raíces de plantas del desierto y se den un festín con ellas. Son omnívoros. Los dipodidae pasan por un ritmo diurno de latencia fisiológica, durante el cual sus funciones corporales, incluidas la respiración y la circulación sanguínea, se ralentizan drásticamente. Esto se conoce como hipotermia facultativa y permite a la especie sobrevivir con una dieta de bajo valor nutricional. En los meses de primavera y verano nacen de dos a cuatro crías, ciegas y desnudas al nacer. Normalmente no producen más de dos camadas al año.

## Depredadores
Los depredadores naturales del jerbo son la víbora de nariz de hoja (Eristocophis mcmahoni), el lagarto monitor transcaspio (Varanus caspius) y el gato de arena (Felis margarita).